# Koncertowa
Koncertowa – album zespołu Lady Pank, wydany w 1999 roku nakładem wydawnictwa Zic Zac.
Nagrań dokonano podczas koncertów w klubie „Wolność FM” w Krakowie 21 marca 1999 roku. Premiera płyty nastąpiła 7 czerwca 1999 roku. Album zawiera też dwa nagrania studyjne: „Rozmowa z...” i „Do Moniki L.” Utwór „Rozmowa z…” doczekał się teledysku a „Do Moniki L.” stanowił ilustrację muzyczną do polskiej komedii Ajlawju w reżyserii Marka Koterskiego z 1999 roku. Jest to trzecie w historii zespołu wydane nagranie koncertowe po kasecie Live z 1983 roku i koncercie akustycznym z 1995 roku zarejestrowanym na płycie Mała wojna – akustycznie. W 2008 roku ukazał się też zapis koncertu Trójka Live! zarejestrowanego w studio Programu III PR z 1994 roku, z kolei w 2012 roku z okazji 30-lecia zespołu została wydana płyta Symfonicznie, a w 2015 roku na płycie kompaktowej i winylu została wydana kontynuacja akustycznej płyty z 1995, czyli Akustycznie, z którą Koncertowa w reedycji została wydana przed Sony Music i pół roku później została wydana na winylu.

## Lista utworów
1. „Wstęp” – 0:20
2. „Zamki na piasku” (muz. J. Borysewicz; sł. A. Mogielnicki) – 4:23
3. „Kryzysowa narzeczona” (muz. J. Borysewicz; sł. A. Mogielnicki) – 4:03
4. „Vademecum skauta” (muz. J. Borysewicz; sł. A. Mogielnicki) – 3:14
5. „Fabryka małp” (muz. J. Borysewicz; sł. A. Mogielnicki) – 4:04
6. „Sztuka latania” (muz. J. Borysewicz; sł. A. Mogielnicki) – 5:11
7. „Marchewkowe pole” (muz. J. Borysewicz; sł. A. Mogielnicki) – 6:34
8. „Zawsze tam, gdzie ty” (muz. J. Borysewicz; sł. J. Skubikowski) – 6:36
9. „Zostawcie Titanica” (muz. J. Borysewicz; sł. G. Ciechowski) – 4:45
10. „Mała wojna” (muz. J. Borysewicz; sł. Z. Hołdys) – 4:32
11. „Du du” (muz. J. Borysewicz; sł. A. Mogielnicki) – 4:04
12. „Mniej niż zero” (muz. J. Borysewicz; sł. A. Mogielnicki) – 3:36
13. „Znowu pada deszcz” (muz. J. Borysewicz; sł. J. Panasewicz) – 4:59
14. „Tańcz głupia, tańcz” (muz. J. Borysewicz; sł. A. Mogielnicki) – 3:15
15. „A to ohyda” (muz. J. Borysewicz; sł. A. Mogielnicki) – 4:34
16. „Rozmowa z...” (muz. J. Borysewicz; sł. J. Panasewicz) – 4:11 (nagranie studyjne)
17. „Do Moniki L.” (muz. J. Borysewicz; sł. J. Panasewicz) – 4:35 (nagranie studyjne)

## Twórcy
- Jan Borysewicz – gitara, śpiew
- Janusz Panasewicz – śpiew
- Kuba Jabłoński – perkusja, chórki
- Krzysztof Kieliszkiewicz – gitara basowa, chórki
- Andrzej Łabędzki – gitara, chórki

gościnnie
- Rafał Paczkowski – instrumenty klawiszowe, produkcja (16, 17)
- Dorota Marczyk – śpiew